# Iut

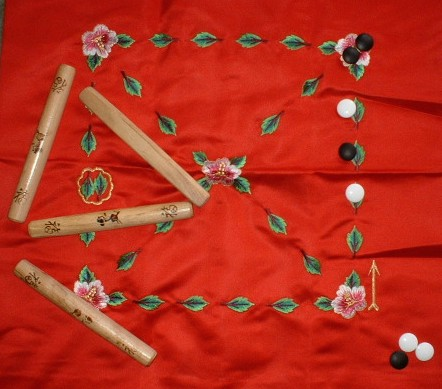
Un juego de iut con los palos marcando un do.

El Juego del Iut (윷놀이) es un juego tradicional coreano que consiste en lanzar los "dados", que son cuatro palos de madera con forma de media luna, y mover las piezas de acuerdo al número indicado.
En general se juega entre familia (la familia coreana es extendida, y las "reuniones familiares" pueden tener entre 15 y 30 personas) durante las festividades tradiciones, y en particular el año nuevo lunar. (Sul-nal) Pueden jugar un mínimo de dos personas o equipos, o más, según la cantidad de gente para la ocasión.

## Las piezas y la tabla

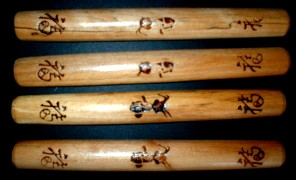
Los palos jang jak.

Para las piezas se utilizan pequeños pedazos cilíndricos de madera o pequeñas piedrecillas. A cada equipo se le dan cuatro piezas.
La tabla consiste en un cuadrado con cinco puntos por lado, y dos diagonales intersectantes en el interior. La jugada comienza en una esquina dada del cuadrado.

## Cuenta del Iut
De los palos (윷가락), que funcionan a modo de dados, al lado plano se le dice adelante o cabeza, y al lado redondo se le dice atrás. Dependiendo de cuántos lados planos hay, se dan cinco posibilidades combinatorias>
| Do 도         | 앞 · 뒤 · 뒤 · 뒤     | Una cabeza, avanza un espacio. |
| Gue 개        | 앞 · 앞 · 뒤 · 뒤     | Dos cabezas, avanza dos. |
| Gol 걸        | 앞 · 앞 · 앞 · 뒤     | Tres cabezas, avanza tres. |
| Iut 윷        | 앞 · 앞 · 앞 · 앞     | Avanza cuatro, y puede lanzar de nuevo. |
| Mo 모         | 뒤 · 뒤 · 뒤 · 뒤     | Si todos son planos, avanza cinco y puede lanzar de nuevo. |
| Do atrás 뒷도 | (표시) · 뒤 · 뒤 · 뒤 | Dependiendo de la región o la gente que esté jugando, se puede poner de acuerdo que un palo será especial, y se le marca en la cabeza. (una X, por ejemplo). Si aparece un do con el palo especial, se retrocede. |

## Uso de las piezas

### Camino de las piezas

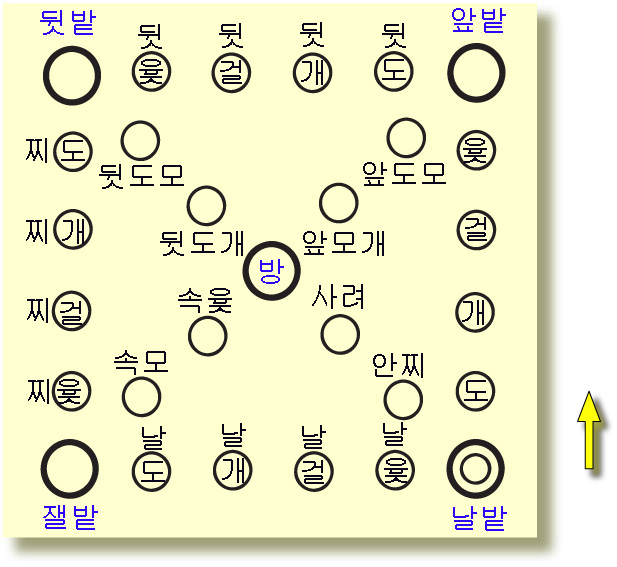
Los nombres de las posiciones del iut.

Hay cuatro caminos por las que pueden ir las piezas. Dependiendo de si aparecen varias iut y de cómo se manipulen las piezas, hay rutas rápidas, mientras que también se puede recorrer la table entera. El primer esquema representa la vía más rápida. La segunda y tercera son equivalentes en distancia, y la cuarta es la más lenta.